# Ерик Баи
Ерик Баи (на френски: Èric Bertrand Bailly) е защитник от Кот д'Ивоар. Роден е в град Бинджървил на 12 април 1994 г.
Започва кариерата си в испанския Еспаньол, а след това преминава в отбора на Виляреал – също от Испания. През 2016 г. подписва с английския гранд Манчестър Юнайтед. През 2023 г. преминава във турския Бешикташ.
През 2015 г. прави дебют за националния отбор на Кот д'Ивоар по време на Купата на африканските нации.

## Клубна кариера

### Еспаньол
Качествата на Баи като футболист са забелязани за първи път от скаути на Еспаньол по време на турнир за младежи, проведен в Буркина Фасо. Подписва за испанския клуб през 2011 г. и се присъединява към младежкия им отбор на 17-годишна възраст. След пристигането си в клуба минава почти година преди да може да играе официално, защото документите за издаване на разрешително за работа в Испания се бавят цели 10 месеца. След това обаче той бързо се нарежда в стартовия състав на Б отбора, играейки под името Ерик Бертран. Едва по-късно той решава да използва фамилното Баи. След като добрата му игра е забелязана от мениджъра на главния отбор (по това време Серхио Гонзалес), Ерик Баи прави своя дебют в професионалния футбол като резерва в срещата в Примера дивисион, спечелена с 2 – 0 срещу отбора на Реал Сосиедад. Първи старт в титулярния състав прави при равенството 1 – 1 срещу Виляреал, които бързо показват колко са били впечатлени от младия централен защитник.

### Виляреал
През януари 2015 г. Баи подписва с Виляреал за сумата от 5.7 милиона евро. Взет е в ролята на заместник на заминаващия за Арсенал Габриел Паулища. Важно е да се спомене, че Еспаньол въобще не са искали да се разделят със своята млада звезда, но финансовото състояние на отбора по това време ги е принудило да продадат Баи. Първият си мач за жълтите подводници прави при победата с 1 – 0 срещу отбора на Ейбар. Кариерата му в отбора започва трудно тъй като Баи трябва да се пребори с конкуренцията на Виктор Руиз, Даниеле Бонера и Матео Мусакио. Прави само 12 мача до края на сезона. През сезон 2015 – 2016 обаче той успява да се наложи и показва на какво е способен. Играе в 25 от мачовете на жълтата подводница, които допускат само 35 гола през цялата кампания, завършвайки на четвърто място в Примера дивисион. Участва дейно и в мачовете на Виляреал в Лига Европа. Играе в 7 от мачовете, включително и в първата среща от полуфинала срещу Ливърпул. Контузия му пречи да вземе участие във втория мач, когато отбора е отстранен.

### Манчестър Юнайтед
На 8 юни Баи подписва четиригодишен договор с опцията за удължаване с още 2 години с английския гранд Манчестър Юнайтед. Сумата на договора е 30 милиона британски лири, което го прави първата покупка на новия мениджър Жозе Моуриньо.. Официален дебют прави в мача за суперкупата на Англия срещу шампиона Лестър Сити, спечелен от червените дяволи с 2 – 1. Седмица по-късно прави дебют и във Висшата лига на Англия в първия мач на отбора за сеозна. Солидната му игра в защита помага на червените дяволи да спечелят с 3 – 1 срещу Борнемут.
Добрата му игра в няколко последователни мача за червените дяволи се отплащат с наградата за играч на месец август 2016 г. На 26 октомври 2016 г. през 52-рата минута в двубоя срещу Челси, Баи получава контузия в коляното, която хвърля в потрес феновете на червените дяволи. Контузията обаче не се оказва сериозна и Баи се завръща в игра за мача в Лига Европа срещу украинския ФК Зоря само след месец отсъствие.

## Национален отбор
На 11 януари 2015 г. Баи прави дебют за националния отбор на Кот д'Ивоар по време на Купата на африканските нации срещу отбора на Нигерия. Взема участие във всичките 6 мача на отбора, включително и във финала с Гана, който приключва с нулево равенство в редовното време. В крайна сметка слоновете печелят титлата след драматично изпълнение на дузпи, а Баи показва железни нерви след като е точен от бялата точка в деветото изпълнение за Кот д'Ивоар.

## Успехи

### Клубни
Манчестър Юнайтед
- Къмюнити Шийлд 2016

### Национален отбор
Кот д'Ивоар
- Купа на африканските нации: 2015